# Toviklin
Toviklin è una città situata nel dipartimento di Kouffo nello Stato del Benin con 72 186 abitanti (stima 2006).